# Thomas Preston (Komponist)
Thomas Preston († nach 1559 in Windsor) war ein englischer Organist und Komponist.
Über sein Leben ist wenig bekannt. In den Archivunterlagen des Trinity College in Cambridge findet sich 1542/43 ein Mr. Preston als Meister der Chorsänger. 1543 war er Organist am Magdalen College in Oxford und unterwies dort die Chorsänger. 1558 wurde er Organist an der Georgskapelle in Windsor Castle in Windsor. Er musste den Dienst wegen seines katholischen Glaubens quittieren.
Preston war seinen in London lebenden Organistenkollegen musikalisch weit voraus. Seine Musik zeichnet sich durch rhythmischen Einfallsreichtum und kontrapunktische Beweglichkeit aus. Das wohl bedeutendste Werk ist eine Vertonung des Proprium Missae für den Ostersonntag. Prestons Einfallsreichtum lässt sich anhand der acht verschiedenen Fassungen seines Stücks Felix namque erkennen. Auch die anonyme, aber in der Sammelhandschrift Add.29996 der British Library zwischen Werken Prestons auftretende Komposition Uppon la mi re, ein englisches Ground, wird oft ihm zugeschrieben. Das Stück weist phantasievolle melodische Wendungen über die eingängige Akkordfolge A E D auf, die in der modernen Popmusik weit verbreitet ist.

## Werke (Auswahl)
- Orgelversetten:
  - Diffusa est gratia
  - Benedictus sit Deus Pater
  - Felix namque
  - Confessio et pulchritudo
- Proprium zum Osterfest:
  - Resurrexi
  - Fulgens praeclara